# Lucio Blázquez
Lucio Blázquez Blázquez (Serranillos (Ávila), 12 de febrero de 1933) es un mesonero y empresario hostelero de algunos locales de Madrid, siendo el más famoso de ellos el que lleva su nombre: Casa Lucio. Una de las especialidades de su mesón son los huevos estrellados.

## Biografía
Nacido en una familia de ganaderos abulense, Lucio comenzó a trabajar a los seis años como pinche de un matadero, compatibilizándolo con la escuela. 
Su padre, Simón Blázquez, frecuentaba a menudo Madrid por motivos de negocios ganaderos y se alojaba en los mesones de la Cava Baja madrileña. Durante esos años, Lucio conoció Madrid y comenzó a trabajar en el Mesón del Segoviano, un local muy popular entre los artistas, en los años cincuenta. Allí, Lucio hizo amistad con un buen número de personas que pasaban por el mesón. A mediados de los años setenta adquirió el local, cambiándolo de nombre por el de «Casa Lucio». Su éxito hizo que adquiriera otros locales en Madrid.
Casado con María del Carmen García, fallecida el 20 de febrero de 2020. El matrimonio tuvo tres hijos: María del Carmen, Fernando y Javier.
En abril de 2020 padeció la COVID-19, enfermedad que superó con 87 años.